# Acústico MTV: Bandas Gaúchas
| Críticas profissionais | Críticas profissionais |
| Avaliações da crítica  | Avaliações da crítica  |
| Fonte                  | Avaliação              |
| ---------------------- | ---------------------- |
| Isto É                 | [ 1 ]                  |

Acústico MTV: Bandas Gaúchas é um álbum ao vivo gravado pelas bandas Bidê ou Balde, Cachorro Grande, Ultramen e pelo cantor Wander Wildner (ex-líder dos Replicantes) em um único show, transmitido pela MTV Brasil e lançado em CD e DVD em 2005 pelo selo Epic, com a distribuição da Sony BMG, sendo o único álbum split da série Acústico MTV. Foi um projeto inovador, pois juntou quatro artistas em um único show e pela primeira vez, utilizou um tema pré-definido, o rock gaúcho.
| “ | "A ideia surgiu da nossa diretora de relações artísticas, Anna Butler, que pensou em dar um ar novo para o Acústico. E a opção pelas bandas gaúchas veio quando nós descemos até Porto Alegre para gravar o MTV ao Vivo do Nando Reis". | ” |

O álbum foi gravado nos dias 26 e 27 de fevereiro de 2005, no Locall, em São Paulo, com os custos da produção sendo bancados pela Sony BMG, mesmo sem ter vínculo com nenhuma das quatro bandas.
A ideia principal do projeto foi repetida no CD/DVD MTV ao Vivo: 5 Bandas de Rock, gravado pelas bandas Forfun, Fresno, Hateen, Moptop e NX Zero nos dias 13 e 14 de fevereiro de 2007 no Via Funchal, em São Paulo.

## Controvérsias

### Polêmica com a canção "E Por Que Não?", da bandaBidê ou Balde
A letra da música "E Por Que Não?", gravada neste álbum pela banda Bidê ou Balde, tem uma diferença da versão original, gravada em estúdio, no álbum Se Sexo é o Que Importa, Só o Rock é Sobre Amor!, lançado em 2000. A banda fez uma simples retirada da palavra "não" antes dos versos "Teu sangue (não) é igual ao meu / Teu nome (não) fui eu quem deu / Te conheço desde que nasceu / E por que não?". Porém, a retirada dessa palavra, fez com que entidades voltadas aos direitos da criança, do adolescente e da mulher acusassem a banda de fazer referências à pedofilia.
Devido a esta polêmica, a canção foi excluída da reedição do CD e do DVD em 2006. A ação foi aberta em junho de 2005. Em outubro do mesmo ano, o pedido de sua suspensão de execução foi recusado. O MPF recorreu da decisão e, no início de dezembro de 2005, o recurso foi aceito. Segundo o MPF, a canção contém "menção indireta" a pedofilia e incesto, o que seria contrário ao Estatuto da Criança e do Adolescente.

## Críticas ao álbum
Para a redação do portal Terra, "o grande diferencial desse acústico é o fato da emissora voltar suas atenções para o Rio Grande do Sul. Por mais que o Acústico Bandas Gaúchas possa vir a mostrar-se apenas um espasmo de lucidez, já era hora da MTV ouvir o som que vem das terras do sul". Tazinha Pínin, do MondoBacana, também gostou do resultado final. Para ela, "a MTV resolveu dar um olé na previsibilidade ao ousar trocar a escalação do time que estava ganhando por uma seleção incógnita. No lugar de apenas um artista, seriam quatro desta vez. Ao invés de nomes consagrados do rock ou MPB, bandas gaúchas com sucesso restrito ao mainstream local e o underground nacional. Resultado final? Vários gols e algumas revelações. A primeira delas é que pop, rock tradicional, funk, samba-rock e uma pitada folk podem render interessantes e movimentados jogos. Além disso, o Acústico MTV: Bandas Gaúchas pode não ter a pretensão de marcar mudanças efetivas nas regras oficiais, mas prova que uma mente aberta, bocadinho de criatividade e boa vontade com novos talentos podem aumentar a sobrevida da mais desgastada das táticas". Já Thiago Stivaletti, do Uol, elogiou o trabalho realizado no DVD. Para ele, "o acabamento, como em todos os shows do selo Acústico MTV, é impecável, com um cenário de primeira feito de latões coloridos. Como extra, há um "making of" interessante em que as bandas contam sobre o seu surgimento".
A revista Trip fez duras críticas ao projeto, ao afirmar que: "como se o termo gaúcho fosse um estilo em si, a MTV embalou quatro bandas do Rio Grande do Sul em um acústico. Não deu certo a tentativa (...) as bandas são muito diferentes entre si para dar alguma unidade". 
Lucas Brêda, da revista Vice, segue a mesma linha, já que no seu entender "a escolha de reunir quatro bandas com apenas a geografia em comum só faria sentido se elas representassem algum movimento ou pelo menos conversassem mais intimamente em termos artísticos".
Para a revista IstoÉ Gente, que deu nota 2 de 5 ao álbum, apesar de Bidê ou Balde, Cachorro Grande, Ultramen e Wander Wildner estarem entre os principais representantes do vigoroso pop rock produzido em Porto Alegre, e merecerem reconhecimento nacional, isso nunca deveria motivar um álbum acústico produzido pela MTV Brasil, já que o desgastado formato cerceou o talento dos envolvidos. A mesma revista, porém, elogiou o trabalho da banda Ultramen, dizendo que "consideradas as amarras, a única a apresentar algo decente foi a Ultramen. A banda manteve o equilíbrio - não abriu mão do DJ, por exemplo - e demonstrou um pouco de seu suingue e de sua pluralidade musical". José Flávio Junior, do jornal Folha de S.Paulo fez uma resenha mais detalhada de todos os shows. Para ele, "apenas a Ultramen conseguiu um bom resultado. Com três discos na bagagem e ótimos músicos na formação, a banda empolgou os presentes, mesmo tendo de driblar uma queda de gerador no meio da performance. Wander Wildner, se não decepcionou, também não surpreendeu. A banda Cachorro Grande encarou dois dias de sobriedade e fez de tudo para manter o estado durante a gravação. O repertório mal escolhido apresentou canções não muito acessíveis. Já a performance do Bidê ou Balde beirou o lastimável, e foram obrigados a repetir todas as músicas".

## Faixas

### CD
1. Microondas (Bidê ou Balde)
2. E Por Que Não? (Bidê ou Balde)
3. Melissa (Bidê ou Balde; feat. Roger Moreira)
4. Bromélias (Bidê ou Balde)
5. Mesmo Que Mude (Bidê ou Balde)
6. Hey, Amigo! (Cachorro Grande)
7. Que Loucura! (Cachorro Grande)
8. Dia Perfeito (Cachorro Grande; feat. Paulo Miklos)
9. Sexperienced (Cachorro Grande)
10. O Dia de Amanhã (Cachorro Grande)
11. Ultramanos (Ultramen)
12. Dívida (Ultramen; feat; Marcelo Falcão)
13. Máquina do Tempo (Ultramen)
14. Santo Forte (Ultramen)
15. Preserve (Ultramen)
16. Eu Não Consigo Ser Alegre o Tempo Inteiro (Wander Wildner)
17. Bebendo Vinho (Wander Wildner)
18. Eu Tenho Uma Camiseta Escrita eu Te Amo (Wander Wildner)
19. Mantra de Possibilidades (Wander Wildner)
20. No Ritmo da Vida (Wander Wildner)

### DVD
1. Microondas (Bidê ou Balde)
2. Bromélias (Bidê ou Balde)
3. E Por Que Não? (Bidê ou Balde)
4. Melissa (Bidê ou Balde; feat. Roger Moreira)
5. Mesmo Que Mude (Bidê ou Balde)
6. Sexperienced (Cachorro Grande)
7. O Dia de Amanhã (Cachorro Grande)
8. Hey, Amigo! (Cachorro Grande)
9. Dia Perfeito (Cachorro Grande; feat. Paulo Miklos)
10. Que Loucura! (Cachorro Grande)
11. Ultramanos (Ultramen)
12. Santo Forte (Ultramen)
13. Máquina do Tempo (Ultramen)
14. Dívida (Ultramen; feat. Marcelo Falcão)
15. Preserve (Ultramen)
16. Rodando el Mundo (Wander Wildner)
17. Mantra de Possibilidades (Wander Wildner)
18. Bebendo Vinho (Wander Wildner)
19. Eu Não Consigo Ser Alegre o Tempo Inteiro (Wander Wildner)
20. Eu Tenho Uma Camiseta Escrita eu Te Amo (Wander Wildner)
21. No Ritmo da Vida (Wander Wildner)

### Extras do DVD
- Making Of
- Músico Repórter
- Comemoração
- Amigo Punk[nota 1] (Ultramen; easter egg)

## Prêmios e indicações

### Prêmio Açorianos
| Ano  | Categoria  | Indicação                    | Resultado |
| ---- | ---------- | ---------------------------- | --------- |
| 2005 | Melhor DVD | Acústico MTV: Bandas Gaúchas | Venceu    |